# فردریک لیندستروم
فردریک لیندستروم (انگلیسی: Fredrik Lindström؛ زادهٔ ۲۴ ژوئیهٔ ۱۹۸۹) ورزشکار دوگانه اهل سوئد است.